# Вірсаладзе Симон Багратович
Вірсаладзе Симон Багратович (груз. სიმონ ვირსალაძე; 31 грудня 1908 (13 січня 1909), Тіфліс — 7 лютого 1989, Тбілісі) — театральний художник часів СРСР. Отримав дві Сталінські премії у 1949 та 1951 роках, а після її перейменування втретє у 1977 році вже як Державну премію. Народний художник СРСР від 1976 року. Сценограф зі світовим ім'ям.

## Біографія коротко
Художнє навчання отримав в Академії мистецтв міста Тбілісі. Навчання продовжив в Росії у ВХУТЕІНі (у Рабіновича І.М та Шифріна Н. А.). Перейшов у Ленінградську академію мистецтв, де працював в майстерні Бобишева М. П.
Як сценограф почав працювати в Театрі опери та балету міста Тбілісі, де у 1932-1936 роках був головним художником. З 1937 року працював в Ленінградському державному академічному театрі опери й балету імені С. М. Кірова (нині — Маріїнський театр у Санкт-Петербурзі).
Співпраця з відомим балетмейстером Юрієм Григоровичем зробила ім'я театрального художника відомим широкому загалу.
Помер в Тбілісі у 1989 році.

## Балет «Спартак»
Це одна з театральних легенд, свято мистецтва і слава балету.
Композитор Арам Хачатурян завершив працю над партітурою «Спартака» у 1954 р. Балет одразу узяли до постановки і прем'єра відбулася у грудні 1956 року. Поява одного визначного твору потягла за собою низку надзвичайно цікавих робіт і у балетмейстера, і у сценографа, і у балетних танцівників. Особистою рисою балету «Спартак» став перехід від суто жіночого до чоловічого балету. Частково це обумовлено і сюжетом, де мали місце батальні сцени в Стародавньому Римі, де історично задіяні були чоловіки. Суворий і жорстокий світ войовничого і безжального імператорського Риму надзвичайно точно відтворив Симон Вірсаладзе в скупих, лаконічних, різких декораціях цього балету, де були використані монументальні архітектурні деталі чи суворі портрети римських аристократів роботи тогочасних скульпторів. Але відстворені були ці портрети засобами живопису у різкому бічному освітленні, що лише збільшувало враження напруги, жорстокості, трагізму.
Балет «Спартак» швидко сягнув за кордони СРСР. В СРСР була створена кінострічка за балетною виставою.

## Перелік театральних робіт
- 1927 — «Продавці слави» Паньола та Нівуа в Тбіліському робітничому театрі.

## В театрі опери та балету імені Паліашвілі (Тбілісі)
- 1931 — «Вільгельм Тель» Россіні
- 1934 — «Лебедине озеро» Чайковського
- 1936 — «Серце гір» Андрія Баланчівадже
- 1936 — «Даісі» Захарія Паліашвілі
- 1942 — «Шопеніана»
- 1943 — «Дон Кіхот»
- 1947 — «Жизель» Адана
- 1957 — «Отелло» Мачаваріані

## В Ленінградскому театрі опери та балету ім. Кірова
- 1938 — «Серце гір» Баланчівадзе
- 1939 — «Лауренсія» Крейна
- 1941 — «Бахчісарайський фонтан» Асафьєва
- 1947 — «Князь-озеро» Дзержинського
- 1949 — «Раймонда» Глазунова
- 1951 — «Родина Тараса» Кабалевського
- 1953 — «Кармен» Бізе
- 1954 — «Лускунчик» Чайковського
- 1957 — «Кам'яна квітка» Прокофьєва
- 1961 — «Легенда про кохання»

## В Великому театрі міста Москви (В Большом театре)
- 1959 — «Кам'яна квітка» Прокофьєва
- 1963 — «Спляча красуня»
- 1965 — «Легенда про кохання»
- 1966 — «Лускунчик» Чайковського
- 1973 — «Спляча красуня»
- 1975 — «Іван Грізний»
- 1976 — «Ангара» Ешпая
- 1979 — «Ромео та Джульєта»
- 1982 — «Золоте століття»
- 1984 — «Раймонда» Глазунова